# Strupnik
Strupnik je zob z žlebastim kanalčkom, po katerem iz strpne žleze priteče strup. Imenuje se tudi opistoglifni zob. Nekaterim strupenim živalim služi za obrambo ali pomoč pri lovljenju plena.